# Hava Rexha
Hava Rexha (Shushicë, 14 o 22 d'agost de 1880 - † Shushicë, 8 de novembre de 2003) va ser una supercentenària albanesa. S'afirma que va morir als 123 anys, cosa que la convertiria en la persona més longeva de la història, tot i que el rècord no està certificat.
Hava Rexha va néixer el 14 o 22 d'agost de 1880 en el llogaret de Shushicë (Albània). Era musulmana i va ser obligada a casar-se als 14 anys amb un home de 60 anys. Rexha es va passar tota la vida complint pesats treballs de camp i tasques domèstiques (pastoreig de bestiar, criança dels nens) sense prendre mai un descans. Com musulmana, mai va tocar l'alcohol, tot i que fumava, bevia cafè i li agradava la mantega. Va donar a llum a sis fills, però quatre van morir en la infància.
El 8 de novembre de 2003, va morir al mateix poble que va néixer i va ser enterrada prop de la tomba del seu marit. Al seu enterrament van assistir-hi centenars de persones per a presentar els seus respectes als parents.
Albània va figurar al Llibre Guinness dels Rècords com la posseïdora del rècord de longevitat. Els documents que ho proven no van ser enviats al Llibre Guinness dels Rècords fins molt poc abans de la seva mort. La data de naixement va ser documentada per primera vegada en un certificat de família emès per les autoritats comunistes albaneses el 1946.
Si les autoritats del Llibre Guinness certifiquen l'autenticitat dels seus documents, entraria en el llibre dels rècords com la persona més anciana de la història, superant a la francesa Jeanne-Louise Calment, que va morir a l'agost del 1997, als 122 anys i 164 dies.